# Canthon triangularis
Canthon triangularis là một loài bọ cánh cứng trong họ Bọ hung (Scarabaeidae).